# Sunyol (Castellví de Rosanes)
Sunyol és una masia de Castellví de Rosanes (Baix Llobregat) inclosa a l'Inventari del Patrimoni Arquitectònic de Catalunya.

## Descripció
Masia de planta rectangular i sostre a dues vessants, a la que se li afegeixen altres cossos a la part posterior.
Frontalment presenta una divisió de façana amb una porta adovellada centralitzada i tres finestres a nivell superior, una de gran, centralitzada sobre la porta i les altres dues, més petites, a cada costat Les tres estan adovellades amb el mateix tipus de pedra roja local.